# 福星小子2 綺麗夢中人
《福星小子2 綺麗夢中人》（日语：うる星やつら2　ビューティフル・ドリーマー）是於1984年上映的日本動畫，由押井守執導，以基於漫畫家高橋留美子的作品《福星小子》為背景製作的劇場動畫。

## 劇情簡介
《福星小子》主角諸星當一行人為了在他們的學校友引高中準備校祭而忙碌、並在過程不時打打鬧鬧，而他們的班導溫泉老師卻一臉疲累地來到學校。
之後校內的護士櫻花老師前去觀看溫泉老師的異樣時，溫泉老師表示著他突然發現自己好像一直困在「校祭舉行的前一天」的時空裡。隨後不久諸星當的其他朋友們在晚上回家時，也發現似乎被某種奇異的因素、給拘限在無法離開友引高中一帶範圍的不可思議現象。

## 登場角色

### 主要人物
以福星小子作品主要人物為主。

### 特別登場角色
夢邪鬼
引用自原作漫畫第31篇《醒來才是惡夢》登場的角色，為一名可創作人類心中夢想世界的妖怪。
原先對於不停創造人類夢境世界感到厭煩，之後某日遇見拉姆時對於她純真的夢想產生興趣，便想創造她的夢境當成自己的引退之作。

## 製作內容
此動畫劇情主軸有受到思想家莊子提過的故事《莊周夢蝶》所影響，並因此刻意在動畫中喫茶店裡安排一小段穿插蝴蝶出現的畫面。另外義大利導演費德里柯·費里尼、法國導演尚盧·高達的電影作品，以及善於以非現實物體架構為畫作題材的荷蘭畫家莫里茨·科內利斯·埃舍爾，也是此動畫內容、風格靈感來源。而動畫中的城鎮背景則是以當時押井守為了製作動畫；在沿著鐵道支線西武新宿線一帶所暫居的住所週遭為範本。

## 角色配音
- 諸星當：古川登志夫
- 拉姆：平野文
- 面堂終太郎：神谷明
- 三宅忍：島津冴子
- 小天：杉山佳壽子
- 櫻花：鷲尾真知子
- 錯亂坊：永井一郎
- 藤波龍之介：田中真弓
- 龍之介父親：安西正弘
- 諸星當父親：緒方賢一
- 諸星當母親：佐久間夏生
- 眼鏡兄：千葉繁
- 金髮兄：村山明
- 胖子兄：野村信次
- 矮子兄：二又一成
- 温泉老師：池水通洋
- 友引高中校長：西村知道
- 夢邪鬼：藤岡琢也
- 白服少女：島本須美、平野文

## 製作群
- 原作：高橋留美子
- 導演・編劇：押井守
- 副導演：西村純二
- 角色設計：山崎和男
- 作畫監督：森山雄治、山崎和男
- 原畫：山下將仁、板野一郎、吉永尚之、丹内司、丹澤學、山內昇壽郎、本橋秀之、櫻井芳久、佐藤道雄、龜垣一、櫻井利行、福島喜晴、奈良子、岡本健一
- 美術設定：小林七郎、森山雄治
- 攝影監督：若菜章夫
- 音樂：星勝
- 音樂監督：早川裕
- 製作動畫工作室：Studio Pierrot
- 協助動畫工作室：Studio DEEN
- 作品資金處理：Kitty film、多賀英典
- 企劃：落合茂一
- 發行：東寶

## 作品歌曲

### 主題曲
- 愛就像迴力鏢

作詞：三浦德子、作曲：松田良、編曲：清水信之、演唱：松谷祐子

### 插入曲
- 萊姆色的夢

作詞：宮原芽映、作曲‧編曲‧演唱：小林泉美
- 往日的酒場

作詞‧作曲‧演唱：加藤登紀子、編曲：告井延隆‧森下登喜彥
- 再一次

作詞：來生、作曲‧演唱：泰英二郎、編曲：龍崎孝路

## 原作者評價
原作者高橋留美子雖曾在連載《福星小子》的漫畫雜誌《週刊少年Sunday》上對於回覆讀著詢問的專欄上提過「押井守是天才，這部動畫是押井守的傑作、觀眾可以好好地去享受」的內容。不過在由小說家平井和正所編寫的採訪集上，有對於這部動畫的看法為「這是屬於押井守的《福星小子》」。押井守另在2003東京國際影展上表示著有聽到高橋留美子反應過「在角色人性上表現不一樣」的意見。而此動畫在近二十年後重製發行的DVD版本裡有關解說作品的音訊裡頭，有提及「高橋留美子最喜愛的《福星小子》劇場版是第一作《唯有你》；最討厭的則是本作《綺麗夢中人》」、和「此動畫對於高橋留美子來說就像是『逆鱗』的行為」。

## 後續
押井守多年後在朝日新聞在訪談上表示，當時在《綺麗夢中人》獲得多數正面回響後，於是次回執導的動畫《天使之卵 (動畫) 》裡便抱持著「純粹以自己喜好的角度來製作應該也不會出太大問題」的想法。而《天使之卵》在上映後反而獲得較多負面意見，讓他過了將近三年低潮的時間。

## 外部連結
- 互联网电影数据库（IMDb）上《福星小子2 綺麗夢中人》的资料（英文）